# Michael Clarke Duncan

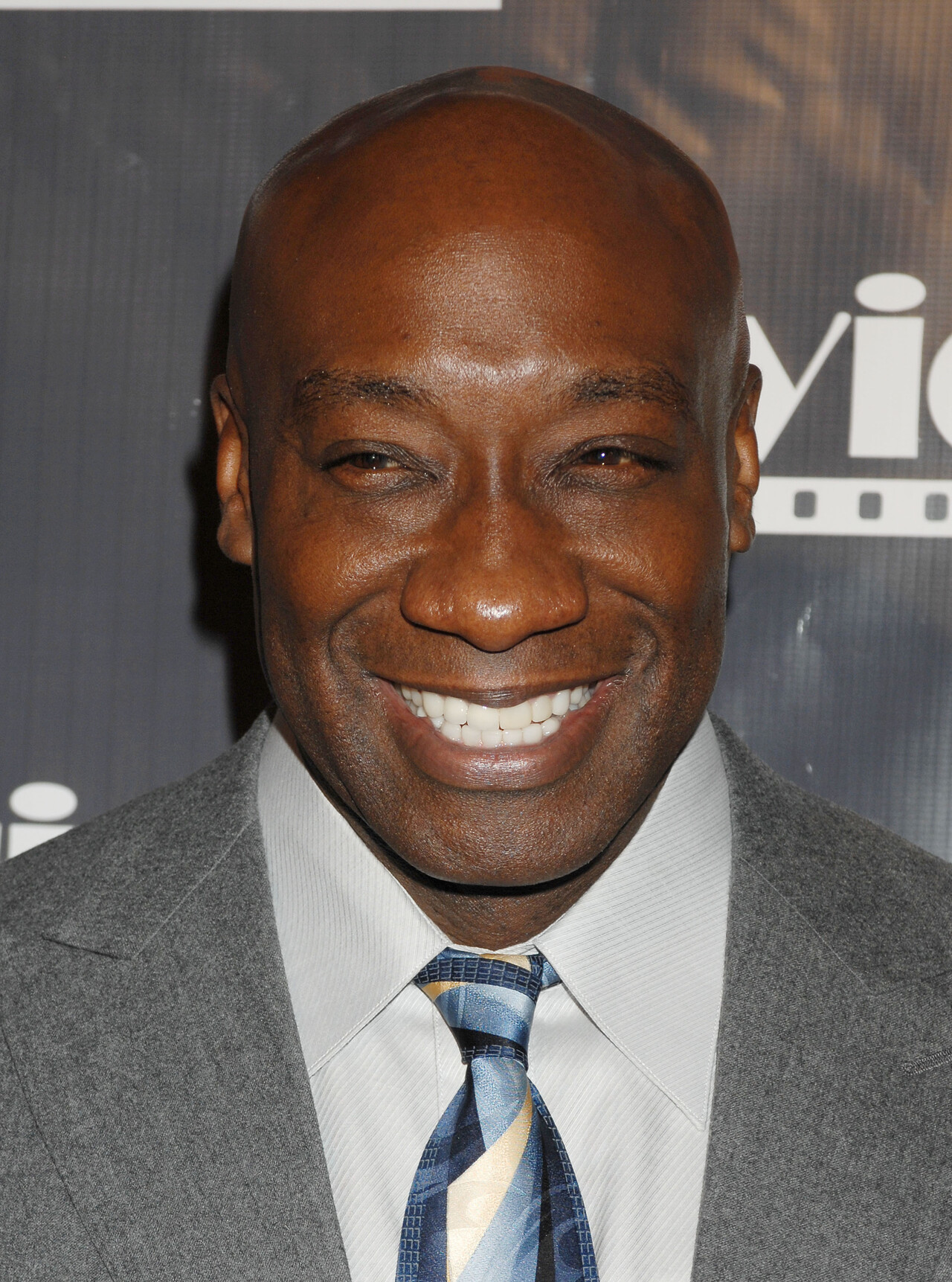
Michael Clarke Duncan (2009)

Michael Clarke Duncan (* 10. Dezember 1957 in Chicago, Illinois; † 3. September 2012 in Los Angeles, Kalifornien) war ein US-amerikanischer Schauspieler.

## Leben
Duncan wuchs bei seiner alleinerziehenden Mutter in Chicago auf. Er arbeitete mit seinen enormen Körpermaßen (Größe: 196 cm, Gewicht: ca. 142 kg) zuerst als Türsteher in verschiedenen Clubs in Chicago, dann auch als Bodyguard in Los Angeles, unter anderem für Will Smith und Jamie Foxx.
Sein erster großer Film war Armageddon – Das jüngste Gericht; während der Dreharbeiten im Jahr 1998 schloss er Freundschaft mit Bruce Willis. Dieser verhalf ihm später auch zu seiner bekanntesten Rolle als John Coffey in der Stephen-King-Verfilmung The Green Mile, die ihm unter anderem eine Oscar- und eine Golden-Globe-Nominierung in der Kategorie Bester Nebendarsteller einbrachte. An der Seite von Willis spielte er auch in den Filmen Keine halben Sachen, Sin City und Breakfast of Champions – Frühstück für Helden.
Weitere bekannte Rollen waren die des Balthazar in The Scorpion King sowie eine Beteiligung in Planet der Affen und Die Insel. Außerdem lieh er Atlas im PlayStation-Spiel God of War II sowie einer Figur des Computerspiels Soldier of Fortune seine Stimme, ebenso wie Wade aus der Zukunft in der Kim-Possible-Folge A Sitch in Time. In der Comic-Verfilmung Daredevil von 2003 verkörpert Duncan den zwielichtigen Geschäftsmann Wilson Fisk, Spitzname Kingpin, der mit dicker Zigarre im Mund denjenigen, die er zu ermorden gedenkt, eine rote Rose ansteckt.
Neben seinen Rollen in Filmen hatte Duncan auch Gastauftritte in Serien, wie in der US-Krimiserie CSI: NY und in der Sitcom Two and a Half Men. In Bones – Die Knochenjägerin spielte er als Leo Knox in der sechsten Staffel im Backdoor-Pilot zum Spin-off The Finder mit, in dem er diese Rollen weiterführte. 2011 stand er neben Mischa Barton und Devon Sawa in Matt Orlandos Horrorfilm The Sibling vor der Kamera.
Sein deutscher Synchronsprecher war Tilo Schmitz. Im Film The Green Mile lieh ihm allerdings Jürgen Kluckert seine Stimme.
Am 3. September 2012 starb er mit 54 Jahren an den Folgen eines Herzinfarkts, den er am 13. Juli 2012 erlitten hatte. Er hinterließ seine Verlobte Omarosa Manigault-Stallworth.

## Filmografie (Auswahl)

### Als Schauspieler
- 1995: Renegade – Gnadenlose Jagd (Renegade, Fernsehserie, Folge 3x18)
- 1995: Friday
- 1995: Eine schrecklich nette Familie (Married… with Children, Fernsehserie, Folge 10x07 Flight of the Bumblebee)
- 1997: Heart of Stone (Back in Business)
- 1998: Bulworth
- 1998: A Night at the Roxbury
- 1998: Armageddon – Das jüngste Gericht (Armageddon)
- 1999: Breakfast of Champions – Frühstück für Helden (Breakfast of Champions)
- 1999: The Underground Comedy Movie
- 1999: The Black and the White
- 1999: The Green Mile
- 1999: Der Prinz von Bel Air
- 2000: Keine halben Sachen (The Whole Nine Yards)
- 2001: Planet der Affen (Planet of the Apes)
- 2001: Spot – Ein Cop auf vier Pfoten (Spot)
- 2001: Baby Boy
- 2002: The Scorpion King
- 2003: Daredevil
- 2004: Spy Girls – D.E.B.S. (D.E.B.S.)
- 2004: George und das Ei des Drachen (George and the Dragon)
- 2004: Pursued – Ein Headhunter kennt keine Gnade (Pursued)
- 2005: Die Insel (The Island)
- 2005: Sin City
- 2005: CSI: NY (Fernsehserie, Folge 1x22 Seitenwechsel (OT The Closer))
- 2006: Ricky Bobby – König der Rennfahrer (Talladega Nights: The Ballad of Ricky Bobby)
- 2006: One Way
- 2006: Der Date Profi (School for Scoundrels)
- 2006: Air Buddies – Die Welpen sind los (Air Buddies, Stimme)
- 2007: Mimzy – Meine Freundin aus der Zukunft (The Last Mimzy)
- 2007: Slipstream (2007)
- 2008: Chuck (Fernsehserie, Folge 2x01 Chuck Versus the First Date)
- 2008: American Crude
- 2008: Hotel Zack & Cody (The Suite Life of Zack and Cody, Fernsehserie, Folge 3x19 Benchwarmers)
- 2008: Willkommen zu Hause, Roscoe Jenkins (Welcome Home, Roscoe Jenkins)
- 2008–2009: Two and a Half Men (Fernsehserie, 2 Folgen)
- 2009: Street Fighter: The Legend of Chun-Li
- 2009: Slammin’ Salmon – Butter bei die Fische! (The Slammin’ Salmon)
- 2010: Black, White & Blues
- 2011: Bones – Die Knochenjägerin (Bones, Fernsehserie, Folge 6x19 The Finder)
- 2012: The Finder (Fernsehserie, 13 Folgen)
- 2012: In the Hive
- 2015: The Challenger

### Als Synchronsprecher
- 1995: Panic in the Park … als Wachmann
- 2000: Soldier of Fortune … als Hawk
- 2000: Star Trek: Klingon Academy … mehrere Klingonen im Introvideo
- 2001: Cats & Dogs – Wie Hund und Katz (Cats & Dogs, Stimme)
- 2003: SOCOM 2: U.S. Navy SEALs … als WARDOG
- 2003–2005: Jimmy Neutron (The Adventures of Jimmy Neutron: Boy Genius, Fernsehserie, Stimme, 2 Folgen)
- 2004: Forgotten Realms: Demon Stone … als Ygorl
- 2005: The Suffering: Ties That Bind … als Blackmore
- 2006: Saints Row … als Benjamin King
- 2007: God of War II … als Atlas
- 2008: Kung Fu Panda … als Kommandant Vechter
- 2010: God of War III … als Atlas
- 2010: Cats & Dogs: Die Rache der Kitty Kahlohr … als Sam
- 2011: Green Lantern … als Kilowog

## Auszeichnungen
- 2000: Critic’s Choice Award in der Kategorie Bester Nebendarsteller für The Green Mile
- 2000: Saturn Award in der Kategorie Bester Nebendarsteller für The Green Mile
- 2000: Black Reel Award in der Kategorie Bester Nebendarsteller für The Green Mile
- 2000: Nominierung für den Oscar in der Kategorie Bester Nebendarsteller für The Green Mile
- 2000: Nominierung für den Golden Globe Award in der Kategorie Bester Nebendarsteller für The Green Mile
- 2000: Nominierung für den Screen Actors Guild Award in der Kategorie Bester Nebendarsteller für The Green Mile
- 2000: Nominierung für den Screen Actors Guild Award in der Kategorie Bestes Schauspielensemble mit der Besetzung von The Green Mile
- 2000: Nominierung für den Chicago Film Critics Association Award in der Kategorie Bester Nebendarsteller für The Green Mile
- 2000: Nominierung für den Chicago Film Critics Association Award in der Kategorie Vielversprechendster Darsteller für The Green Mile
- 2000: Nominierung für den Image Award in der Kategorie Bester Hauptdarsteller für The Green Mile
- 2000: Nominierung für den MTV Movie Award in der Kategorie Bester Nachwuchsschauspieler für The Green Mile
- 2000: Nominierung für den Online Film Critics Society Award in der Kategorie Bester Nebendarsteller für The Green Mile
- 2000: Nominierung für den Blockbuster Entertainment Award in der Kategorie Bester Nebendarsteller – Drama für The Green Mile
- 2001: Nominierung für den Blockbuster Entertainment Award in der Kategorie Bester Nebendarsteller – Komödie für Keine halben Sachen